# 2019年金金河污染事件
2019年金金河污染事件，是于2019年3月7日发生在马来西亚柔佛州巴西古当金金河的化学污染事件，影响了约6,000名居民，周边学校也被迫暂时关闭。事后调查发现，金金河长达1.5公里范围内出现了污染。当局处理了1,500吨河水和900吨含有化学肥料的泥泞。

## 经过
不明化学废料是于2019年3月6日晚被人倾倒入河，导致次日早上巴西古当的马赛城和巴西布爹花园一带空气污染。附近两所国中和国小的师生中毒，多人出现昏眩和呕吐症状。当局紧急疏散了1,400名师生。到了3月10日，柔佛州卫生局局长沙烈胡丁宣布事件自发生后至今仍有54名伤者留院，1人在加护病。
截至3月18日中午12时，120人减至14人在医院继续接受观察。
同年6月20日，巴西古当部分地区发生空气污染事件，导致部分学校的学生出现头晕和恶心症状。随后的6月23日，巴西古当努沙达迈花园（Taman Nusa Damai）国中的学生出现呼吸困难，共有62人因此送往接受治疗。学生们抱怨闻到强烈气味后眼睛刺痛，接着感到头晕和恶心。6月28日，环境部长杨美盈透露，政府在巴西古当发现了3种化学气体，其中包括异常高浓度的甲硫醇（methyl mercaptan gas）。她进一步指出，另外两种气体分别是丙烯腈（acrylonitrile）和丙烯醛（acrolein）。6月29日，柔州教育局总监阿兹曼（Azman Adnan）宣布，所有学校将在隔日重新复课。
8月28日，巴西古当巴西布爹花园（Taman Pasir Putih）国小的33名学生申诉在学校闻到一阵臭味后，感到恶心和呕吐。

## 应对
3月12日，柔州天灾管理委员会议决关闭周边13所学校。这是近年来马来西亚最严重的化学气体污染事故，柔佛苏丹依布拉欣·依斯迈对此表示州政府將彻查此事，并严惩肇事者。3月14日，首相马哈迪·莫哈末及副首相旺阿兹莎先后抵达巴西古当市议会大厦聆听各单位汇报会。环境部长杨美盈指出，涉及毒污事件的一名嫌犯可能会被提控，而马哈迪则强调，执法当局将彻底调查后再决定提控，以免冤枉无辜。柔州政府宣布批准640万令吉的紧急拨款，以尽快清理金金河。
经过国会下议院一小时的紧急辩论后，首相署副部长哈尼巴表示柔佛州政府有能力应对当地的毒污危机。掌管柔佛卫生、环境及农业事务的沙鲁丁嘉玛（Sahruddin Jamal）行政议员确认金金河的毒废料污染并未扩散至地南河和柔佛港口。

## 法律程序
3月25日，涉嫌丢弃化学废料到金金河的2名轮胎回收厂董事，即34岁新加坡籍王景超（译音，Wang Jing Chao）及36岁叶永亮（译音,Yap Yoke Liang）被控上地庭，分别面对15项新控状。两人否认有罪。3月27日，新山高庭推翻地庭裁决，允许该案的新加坡籍嫌犯保释出外，同时减低另外两名马来西亚籍嫌犯的保释金。
2023年12月3日，随着被控的P Tech Resources有限公司和卡车司机马里达斯（N. Maridass）认罪，新山地庭已判他们各罚32万令吉和10万令吉。柔州政府在判决后认为刑罚太轻，因此决定上诉。2024年5月14日，案件在高庭审理了总检察署寻求加重肇事者刑罚的上诉后，法官择定6月6日对此上诉案判决。6月27日，高庭判决P Tech Resources有限公司罚款增至64万令吉。

## 相关事件
3月15日，卫生部长祖基菲里阿末在国会总结时公布了一名在社交媒体上谣传巴西古当化学毒气污染事件中有儿童死亡的网民姓名。他表示这种行为极为不负责任，因此决定公开这名网民的身份。
3月17日，柔州王宫媒体办公室发布声明，苏丹依布拉欣·依斯迈对于有人诽谤他与巴西古当工厂污染有关，发表了严厉的谴责。他提醒特定人士，应集中精力解决巴西古当毒污事件，而不是试图转移公众注意，逃避责任。